# Radek Drulák
Radek Drulák (12 de janeiro de 1962) é um ex-futebolista profissional tcheco que atuava como atacante.

## Carreira
Radek Drulák representou a Seleção Checa de Futebol, na Eurocopa de 1996.